# アンスロポルニス
アンスロポルニス（Anthropornis）は、4800～3500万年前の始新世に生息していた絶滅ペンギンである。
2種が同定されている。A. nordenskjoeldi はノルデンショルトジャイアントペンギン（英語: Nordenskjoeld's Giant Penguin）と呼ぶこともあるが、ジャイアントペンギン属（パキディプテス）ではなく近縁でもない。A. grandis はかつては別属の Pachypteryx grandis とされていた。
1.8メートル程の体長で体重は90キログラム程に達していたとされる。現在の最大のペンギンコウテイペンギン（約1.2メートル）と比較してもその大きさは歴然である。A. nordenskjoeldi は南極大陸沖シーモア島やニュージーランド、オーストラリアなどで発見されており、南極とオーストラリアで共に発見されている唯一の化石ペンギンである。A. grandis は南極で発見された。
A. nordenskjoeldi は曲った仕組みの翼をもっており、これは祖先が飛べたということを表している。祖先はカイツブリやアビに似ている姿で、進化の過程で飛べなくなり、泳ぎが得意になったとされる。

## 引用
The Annotated H. P. Lovecraft, edited by S. T. Joshi